# 圣雅克当比尔
圣雅克当比尔（法語：Saint-Jacques-d'Ambur，法語發音：[sɛ̃ ʒak dɑ̃byʁ]）是法国多姆山省的一个市镇，位于该省西部偏北，属于里永区。

## 地理
圣雅克当比尔（45°54'10"N, 2°46'35"E）面积20.4 平方千米，位于法国奥弗涅-罗讷-阿尔卑斯大区多姆山省，该省份为法国中南部省份，北起阿列省接壤，东临卢瓦尔省，南至上盧瓦爾省和康塔爾省，西接科雷兹省和克勒兹省。
与圣雅克当比尔接壤的市镇（或旧市镇、城区）包括：莱桑西兹-孔普斯、沙普德博福尔、拉古泰勒、米尔蒙、蒙费尔米。

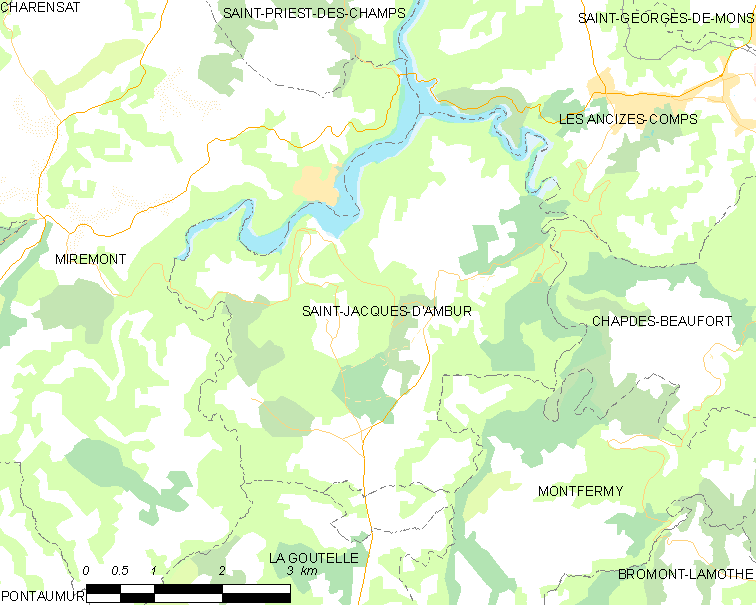
圣雅克当比尔的OSM定位图

圣雅克当比尔的时区为UTC+01:00、UTC+02:00（夏令时）。

## 行政
圣雅克当比尔的邮政编码为63230，INSEE市镇编码为63363。

## 政治
圣雅克当比尔所属的省级选区为圣乌尔斯县。

## 人口

1962-2008年间圣雅克当比尔人口变化图示

圣雅克当比尔于2022年1月1日时的人口数量为291人。